# 나가오역 (오사카부)
나가오역(일본어: 長尾駅, ながおえき 나가오에키[*])은 일본 오사카부 히라카타시에 위치한 서일본 여객철도의 역이다.
오사카부 최동단에 위치하는 역으로 여기서 동쪽으로 1km 정도에 교토부와의 경계가 있다. 마쓰이야마테·교타나베·기즈 방면 행의 쾌속 열차가 나가오 역에서부터 각 역에 정차한다. 나라 행 쾌속은 나라 선의 쾌속 열차와는 다르게 나라야마역에도 정차한다. 1989년 3월 11일에 기즈 역 ~ 나가오 역 간이 전철화되기 전까지 나가오 역은 전철화 구간과 비전철화 구간을 나누고 있었기 때문에 나가오 역에서 기즈 방면에로는 기동차들이 주행했었다.

## 역 구조
섬식 승강장으로 1면 2선의 지상역이다. 역사와는 지하 통로로 연결되어 있다. 아침 5시대에 1편만 나가오에서 시발하는 교바시 방면 하행선 열차가 운행되며, 2번 승강장에서 주박하는 관계 상 아침 5시대 일부 마쓰이야마테 방면에서의 열차는 상행 승강장으로 이용되는 1번 승강장에 정차한다. 1997년 8월 31일까지는 시종착은 나가오 발착으로, 2006년 3월 17일까지는 이 역에 종착하는 열차였다.
마쓰이야마테 발착 열차 1편이 이 역에서 회송되어 유치되는 열차이다. 이코카 및 제휴 IC 카드의 사용이 가능하다.

### 승강장
| 1 | ■ 갓켄토시 선 (상행) | 마쓰이야마테・기즈 방면                   |
| 2 | ■ 갓켄토시 선 (하행) | 시조나와테・교바시 방면 (일부 1번 승강장) |

## 역사
- 1898년 4월 12일: 간사이 철도에 의해 개업
- 1907년 10월 1일: 국유화에 의해 일본국유철도의 소속이 되었다.
- 1909년 10월 12일: 노선명칭제정에 따라 가타마치 선의 소속이 되었다.
- 1987년 4월 1일: 민영화에 의해 서일본 여객철도의 소속이 되었다.
- 2003년 11월 1일: 이코카의 사용이 개시되었다.

## 인접정차역
| 서일본 여객철도 가타마치 선 | 서일본 여객철도 가타마치 선   | 서일본 여객철도 가타마치 선 |
| --------------------------- | ----------------------------- | --------------------------- |
| 마쓰이야마테 기즈 방면      | ■ 갓켄토시 선 쾌속            | 가와치이와후네 교바시 방면  |
| 마쓰이야마테 기즈 방면      | ■ 갓켄토시 선 구간쾌속 · 보통 | 후지사카 교바시 방면        |